# 6244 Окамото
6244 Окамото (6244 Okamoto) — астероїд головного поясу, відкритий 20 серпня 1990 року.
Тіссеранів параметр щодо Юпітера — 3,677.
Названо на честь Окамото (яп. おかもと(岡本) окамото)